# Gruppo di contatto per la difesa dell'Ucraina
     Paesi NATO che partecipano al Gruppo di contatto
     Paesi non NATO che partecipano al Gruppo di contatto
     Paesi che non partecipano al Gruppo di contatto ma hanno fornito aiuti

Paesi che hanno fornito aiuti militari all'Ucraina (in giallo):
Paesi NATO che partecipano al Gruppo di contatto
Paesi non NATO che partecipano al Gruppo di contatto
Paesi che non partecipano al Gruppo di contatto ma hanno fornito aiuti

Il Gruppo di contatto per la difesa dell'Ucraina (Ukraine Defense Contact Group, UDCG), noto anche come Ramstein group, è un'alleanza di 54 paesi (tutti i 32 Stati membri della NATO e altri 23 Stati che non fanno parte dell'Alleanza) che sostiene la difesa dell'Ucraina inviando attrezzature militari in risposta all'invasione russa dell'Ucraina del 2022.
Il gruppo coordina la continua donazione di aiuti militari nelle riunioni a cadenza mensile.
La prima riunione, con la partecipazione di 41 paesi, è avvenuta nella base aerea di Ramstein il 26 aprile 2022.
Alla riunione del 14 febbraio 2023 del «Gruppo di contatto» hanno partecipato 54 paesi.

## Partecipanti

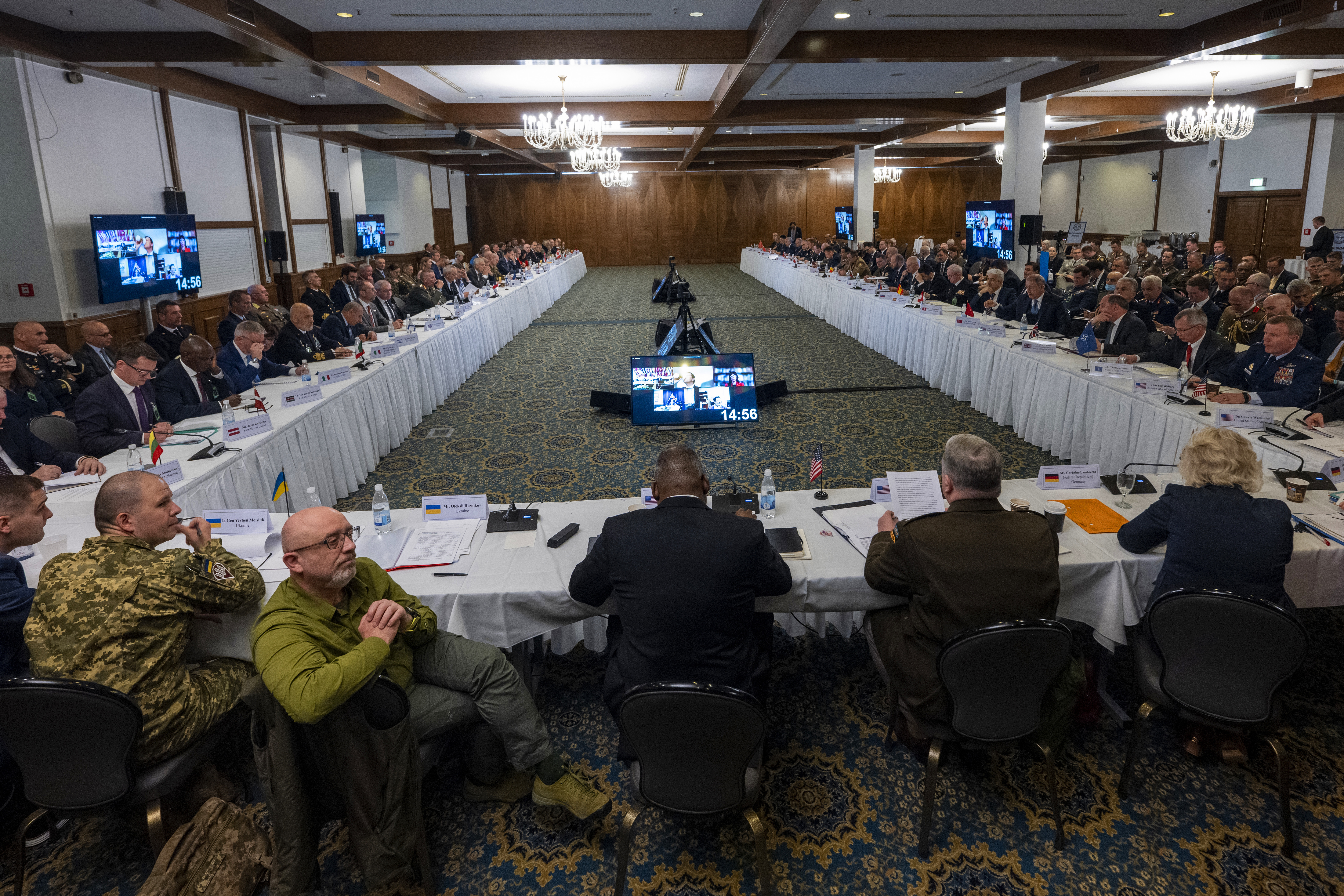
Prima riunione del 26 aprile 2022

Paesi o organizzazioni che hanno partecipato ad almeno una riunione:
NATO: 
 Albania  Belgio  Bulgaria  Canada  Croazia  Danimarca  Estonia  Finlandia  Francia  Germania  Grecia  Islanda  Italia  Lettonia  Lituania  Lussemburgo  Macedonia del Nord  Montenegro  Norvegia  Paesi Bassi  Polonia  Portogallo  Regno Unito  Rep. Ceca  Romania  Slovacchia  Slovenia  Spagna  Stati Uniti  Svezia  Turchia  Ungheria
Non della NATO:
 Australia  Austria  Bosnia ed Erzegovina  Cipro  Corea del Sud  Georgia  Giappone  Irlanda  Kenya  Kosovo  Libano  Malaysia  Moldavia  Nuova Zelanda  Tunisia  Unione europea
Paesi che, pur non partecipando al «Ramstein group», hanno fornito aiuti militari all'Ucraina:
 Argentina  Azerbaigian  Cambogia  Colombia  Giordania  Israele  Marocco  Pakistan  Sudan  Taiwan

## Riunioni
| N. | Data              | Località               | Note          |
| -- | ----------------- | ---------------------- | ------------- |
| 1  | 26 aprile 2022    | Base aerea di Ramstein | [ 7 ]         |
| 2  | 23 maggio 2022    | Videoconferenza        | [ 8 ]         |
| 3  | 15 giugno 2022    | Sede NATO di Bruxelles | [ 9 ]         |
| 4  | 20 luglio 2022    | Videoconferenza        | [ 10 ]        |
| 5  | 8 settembre 2022  | Base aerea di Ramstein | [ 11 ]        |
| 6  | 12 ottobre 2022   | Sede NATO di Bruxelles | [ 12 ]        |
| 7  | 16 novembre 2022  | Videoconferenza        | [ 13 ]        |
| 8  | 20 gennaio 2023   | Base aerea di Ramstein | [ 14 ]        |
| 9  | 14 febbraio 2023  | Sede NATO di Bruxelles | [ 3 ]         |
| 10 | 15 marzo 2023     | Videoconferenza        | [ 15 ]        |
| 11 | 21 aprile 2023    | Base aerea di Ramstein | [ 16 ]        |
| 12 | 25 maggio 2023    | Videoconferenza        | [ 17 ]        |
| 13 | 15 giugno 2023    | Sede NATO di Bruxelles | [ 18 ]        |
| 14 | 18 luglio 2023    | Videoconferenza        | [ 19 ]        |
| 15 | 19 settembre 2023 | Base aerea di Ramstein | [ 20 ]        |
| 16 | 11 ottobre 2023   | Sede NATO di Bruxelles | [ 21 ]        |
| 17 | 22 novembre 2023  | Videoconferenza        | [ 22 ]        |
| 18 | 23 gennaio 2024   | Videoconferenza        | [ 23 ]        |
| 19 | 14 febbraio 2024  | Sede NATO di Bruxelles | [ 24 ]        |
| 20 | 19 marzo 2024     | Base aerea di Ramstein | [ 25 ]        |
| 21 | 26 aprile 2024    | Videoconferenza        | [ 26 ]        |
| 22 | 20 maggio 2024    | Videoconferenza        | [ 27 ]        |
| 23 | 13 giugno 2024    | Sede NATO di Bruxelles | [ 28 ]        |
| 24 | 6 settembre 2024  | Base aerea di Ramstein | [ 29 ]        |
| 25 | 9 gennaio 2025    | Base aerea di Ramstein | [ 30 ]        |
| 26 | 12 febbraio 2025  | Sede NATO di Bruxelles | [ 31 ]        |
| 27 | 11 aprile 2025    | Sede NATO di Bruxelles | [ 32 ] [ 33 ] |
| 28 | 4 giugno 2025     | Sede NATO di Bruxelles | [ 34 ]        |

La prima riunione è stata il 26 aprile 2022, presso la base aerea di Ramstein, alla quale hanno partecipato ministri della difesa e capi militari di più di 40 paesi per coordinare le forniture militari all'Ucraina in risposta dell'invasione russa del 24 febbraio 2022. Il segretario della difesa degli Stati Uniti Lloyd Austin ha comunicato l'intenzione di tenere il gruppo di contatto con cadenza mensile, in presenza o virtuale, specificando che «il gruppo sarà un veicolo affinché le nazioni di buona volontà intensifichino i nostri sforzi, coordinino la nostra assistenza e si concentrino sulla vittoria della battaglia di oggi e di quelle future».
Nella riunione del 20 gennaio 2023 presso la base aerea di Ramstein, che da allora in poi ha portato il gruppo a essere denominato "Ramstein group", l'alleanza ha sostenuto l'invio di armi offensive pesanti in Ucraina, a sostegno di un'offensiva primaverile pianificata. Il possibile trasferimento dei principali carri armati Leopard 2 di fabbricazione tedesca dalla Polonia è stato un punto critico nella riunione di gennaio e nelle discussioni bilaterali successive. Nella riunione del 15 marzo 2023 il segretario della difesa Lloyd Austin comunicava che nove paesi avrebbero fornito più di 150 carri armati Leopard 2.
La riunione dell'11 ottobre 2023 si è tenuta dopo l'inizio della guerra Israele-Hamas. Al presidente ucraino Volodymyr Zelens'kyj, che era presente, è stato assicurato che gli aiuti militari sarebbero stati mantenuti, anche se lo stesso Zelens'kyj ha riconosciuto che c'erano incertezze. Zelens'kyj ha sottolineato la necessità di ulteriori sistemi di difesa aerea in previsione degli attacchi invernali russi alle strutture energetiche ucraine.
Nella 17ª riunione, tenuta in modalità virtuale il 23 novembre 2023, il segretario della difesa Austin ha incoraggiato i membri del gruppo consultivo a fornire sostegno alla difesa aerea dell'Ucraina e segnalato che gli Stati Uniti sono in grado di continuare a sostenere sia l'Ucraina che Israele. Austin ha inoltre dichiarato che il Dipartimento della difesa avrebbe continuato a segnalare le esigenze dell'Ucraina al Congresso degli Stati Uniti.
Nella 18ª riunione, tenuta in modalità virtuale il 23 gennaio 2024, il segretario della difesa Austin ha ribadito il sostegno a lungo termine all'Ucraina per rafforzare e modernizzare la difesa antiaerea, l'artiglieria, la sicurezza marittima e la tecnologia dell'informazione.
In proposito, i Paesi Bassi hanno annunciato che si uniranno alla coalizione per la tecnologia dell'informazione per sviluppare capacità informatiche e digitali per le Forze armate ucraine per 10 milioni di euro, dopo che la Danimarca aveva deciso di fornire assistenza per 12 milioni di euro per lo stesso scopo. Questa coalizione è un gruppo speciale all'interno del «Gruppo di contatto per la difesa dell'Ucraina», guidata da Estonia e Lussemburgo, volta a sostenere il Ministero della difesa ucraino e le Forze armate ucraine nei settori della tecnologia dell'informazione, delle comunicazioni e della sicurezza informatica.
Il 12 febbraio 2025, nel primo incontro dopo l'insediamento del presidente degli Stati Uniti Donald Trump, il segretario della Difesa statunitense Pete Hegseth ha affermato che il ritorno ai confini dell'Ucraina pre-2014 era «un obiettivo irrealistico» in qualsiasi accordo di pace, aggiungendo che qualsiasi tentativo di riconquistare tutti i territori «non farà altro che prolungare la guerra e causare più sofferenze». Hegseth ha affermato che il presidente Trump non sostiene l'adesione dell'Ucraina alla NATO e si aspetta che l'Europa fornisca maggiore assistenza finanziaria e militare all'Ucraina, mentre gli Stati Uniti si concentrano sulla propria sicurezza e sulla sfida alla Cina. Inoltre, i soldati statunitensi non saranno schierati in Ucraina.
Il 4 giugno 2025 per la prima volta un segretario della Difesa statunitense, dal 25 gennaio 2025 Pete Hegseth, non ha partecipato alla periodica riunione del Gruppo di contatto.

## Consiglio NATO-Ucraina
Il Consiglio NATO-Ucraina si è riunito per la prima volta il 12 luglio 2023, in coincidenza dell'annuale vertice della NATO a Vilnius, in Lituania, come parte del sostegno della NATO all'Ucraina. Il sostegno include un programma pluriennale per assistere le Forze armate ucraine e conferma che l'Ucraina diventerà membro della NATO se soddisferà i requisiti e sarà approvata dai membri dell'Alleanza.
Il segretario generale della NATO Jens Stoltenberg ha affermato che questo Consiglio funziona come una piattaforma di consultazione ed è un mezzo per prendere decisioni congiunte, compreso lo svolgimento di riunioni di crisi e approfondire la portata della cooperazione dell'Ucraina con altri membri dell'Alleanza.
L'istituzione del Consiglio NATO-Ucraina ha contemporaneamente posto fine alla Commissione NATO-Ucraina, costituita nel vertice NATO del 1997 a Madrid, come organismo responsabile del processo decisionale nello sviluppo delle relazioni NATO-Ucraina e come comitato direttivo per le attività di cooperazione, attivo per il periodo 1997-2023.